# Теодор В. Іонеску
Теодор В. Іонеску (рум. Theodor V. Ionescu; 8 лютого 1899, Дорогой — 7 листопада 1988, Бухарест) — румунський фізик та винахідник, який зробив значні відкриття у фізиці плазми, фізиці іоносфери, іоно-парних електонорів в густій плазмі, мазерах, магнетроних підсилювачах, та ефекті Зеемана в контрольованому ядерному горінні та механізмові квантового випромінювання в гарячій плазмі. Член Румунської Академії з 21 грудня 1935 року.

## Докторські дослідження в фізиці плазми
Теодор В. Іонеску отримав ступінь кандидата наук з фізики в Парижі, а потім і в Яссах, Румунія. Так, дослідження фізики плазми в Румунії почалися в 1923 захистом першої кандидатської роботи з фізики в Університеті Ясс Теодором В. Іонеску, під керівництвом професора Петру Боґдана. Теодор В. Іонеску провів перші в Румунії експерименти з іонізованими газами та плазмою.

## Наукові досягнення
В 1925 році Теодор В. Іонеску винайшов мікрофон, що базувався на термоелектонних струмах (струм, що утворюється в нагрітих тілах) та світловий проектор, використовуючи явище інтерференції.
Заснована у тому ж році перша «Лабораторія електрики та магнетизму», як і перша кафедра електрики та магнетизму на факультеті математики та фізики Бухарестського університету.

### Магнетроний підсилювач
Теодор В. Іонеску в 1934—1935 побудував прототип високоенергетичного, багатоємністного магнетрона, який був згодом, в 1937—1940, побудований британськими фізиками Джоном Туртоном Рандаллом разом з командою британських співробітників для британських та американських військових радарних установок під час Другої світової війни. Тоді ж компанія з Берліна «Telefunken Company» працювала над створенням такого пристрою, але їхні успіхи були набагато меншими, ніж у англійців чи Теодор В. Іонеску.